# Championnat National Amateur (Marocco)
Lo Championnat National Amateur (in arabo الدوري المغربي لكرة القدم القسم الثالث‎?) è la terza divisione del campionato marocchino di calcio. Istituita nel 1916, era nota in precedenza come Championnat du Maroc - Amateurs (1916-1955), Rabita du football amateur 1 (1957-2004), Groupement National de Football Amateurs 1 o GNFA 1 (2004-2015), National League of Amateur Football (2015-2017). Dal 2017 ha la denominazione attuale.
Dal 2018 è costituita da 16 squadre che si affrontano in girone unico. Le prime due classificate sono promosse in Botola 2. 

## Squadre
Stagione 2019-2020.
- CODM de Meknès
- Fath de Nador
- AAS Ouislane
- Rachad Bernoussi
- Stade Marocain
- EJS Casablanca
- CSM Ouarzazate
- Chabab M'rirt
- Olympique Youssoufia
- Wafaa Fès
- US Temara
- USM Oujda
- Mouloudia Dakhla
- Oasis Sports City

## Albo d'oro

### Prima del 2007
| Anno | Vincitore girone nord-est | Vincitore girone centro-sud |
| ---- | ------------------------- | --------------------------- |
| 2003 | Hilal de Nador            | Union de Touarga            |
| 2004 | Union Yacoub El Mansour   | Youssoufia Berrechid        |
| 2005 | Union de Sidi Kacem       | Wafa Wydad                  |
| 2006 | Tihad Témara              | Chabab Houara               |
| 2007 | Chabab Rif Hoceima        | Chez Ali Marrakech          |

### Dal 2008 al 2009
| Anno | Vincitore girone nord | Vincitore girone centro  | Vincitore girone sud  | Vincitore girone est |
| ---- | --------------------- | ------------------------ | --------------------- | -------------------- |
| 2008 | Stade Marocain        | Raja de Beni Mellal      | Chez Ali de Marrakech | Wydad de Fès         |
| 2009 | Chabab Atlas Khénifra | Jeunesse de Kasbah Tadla | Olympique Youssoufia  | Raja Al Hoceima      |

### Dal 2010 al 2017
| Anno | Vincitore girone nord  | Vincitore girone sud |
| ---- | ---------------------- | -------------------- |
| 2010 | Hilal de Nador         | Union Ait Melloul    |
| 2011 | Renaissance de Berkane | Raja de Beni Mellal  |
| 2012 | USM Oujda              | Olympique Marrakech  |
| 2013 | Chabab Atlas Khénifra  | Chabab Houara        |
| 2014 | Widad Temara           | Olympique Dcheira    |
| 2015 | Rachad Bernoussi       | Olympique Marrakech  |
| 2016 | Union Sidi Kacem       | Rapide Oued Zem      |
| 2017 | USM Oujda              | Chabab Ben Guerir    |

### Dal 2018
Dal 2018 vige un girone unico con 16 squadre.
| Anno      | Vincitore               |
| --------- | ----------------------- |
| 2017-2018 | Club Chabab Riadi Salmi |
| 2018-2019 | Chabab Mohammédia       |
| 2019-2020 | Union de Touarga        |
| 2020-2021 | USM Oujda               |
| 2021-2022 | Widad Temara            |